# دبليو. سكوت قاولد
دبليو. سكوت قاولد (بالإنجليزية: W. Scott Gould)‏ هو مسير أعمال أمريكي، ولد في 19 يوليو 1957 في Topsfield, Massachusetts ‏ في الولايات المتحدة.

## وصلات خارجية
- الموقع الرسمي